# Еленин, Марк Соломонович
Марк Соломонович Еленин (настоящее имя — Марк Соломонович Чехановец; 8 июня 1924, Москва, Московская губерния, РСФСР, СССР — 3 января 1994, Иерусалим, Израиль) — русский советский писатель, прозаик, кинодраматург. Член ВКП(б) с 1944 года. Член Союза писателей СССР (с 1957 года). Член Союза кинематографистов СССР (с 1958 года).

## Биография
Родился 8 июня 1924 года в Москве, СССР. С раннего детства жил в Ленинграде, где окончил школу.
В 1941 году поступил в Кораблестроительный институт; пережил первую блокадную зиму. После смерти отца эвакуирован из Ленинграда. С 1942 по 1945 год сражался на фронтах Великой Отечественной войны телефонистом, был дважды ранен. Инвалид войны. Первый рассказ опубликовал во фронтовой газете «Артиллерийский залп» в 1943 году. Член ВКП(б) с 1944 года. Окончание войны встретил в звании младшего сержанта. Награждён девятью медалями.
После демобилизации восстановился в Кораблестроительном институте, но через полгода оставил его и поступил на отделение журналистики Ленинградского университета, по окончании учёбы был направлен по распределению в Узбекскую ССР.
Работал в газете, затем заведующим отделом, ответственным секретарём журнала «Звезда Востока». Первые книги и киносценарии посвящены людям Средней Азии: «Последний экзамен» (1956), «Три шага в пустыне» (1963), «Тысяча отчаянных километров» (1965), «Возвращение в Кзыл-Кум» (1979).
С 1959 года жил и работал в Ленинграде. Ленинградской блокаде и ленинградцам посвящены книги «День длиною в жизнь» (1967) и «Ленинградская баллада» (1982).
Умер 3 января 1994 года в Иерусалиме, Израиль.

## Творчество
Автор полутора десятков киносценариев художественных и документальных фильмов и стольких же прозаических книг.
Главной темой творчества Марка Еленина стала судьба белой эмиграции. Посвятив долгие годы архивной работе и личным встречам с участниками событий. Результатом этой работы стало создание четырёхтомной исторической эпопеи «Семь смертных грехов» (1981—1994).
Книги М. Еленина издавались в переводах во Франции и в Болгарии.